# ميشيل فيرانتي
ميشيل فيرانتي (بالإنجليزية: Michael Ferrante)‏ (28 أبريل 1981 بملبورن في أستراليا - ) هو لاعب كرة قدم أسترالي في مركز الوسط. شارك مع منتخب أستراليا تحت 17 سنة لكرة القدم ومنتخب أستراليا تحت 20 سنة لكرة القدم. أما مع النوادي، فقد لعب مع نادي بينيفينتو ونادي ملبورن فيكتوري ونادي ويلينغتون فينيكس ووست هام يونايتد وManningham United Blues FC ‏ وPascoe Vale FC ‏ وGreater Dandenong FC ‏.

## روابط خارجية
- ميشيل فيرانتي على موقع قاعدة بيانات كرة القدم.إي يو (الإنجليزية)
- ميشيل فيرانتي على موقع عالم كرة القدم.نت (الإنجليزية)